# 帕维尔·萨穆伊洛维奇·乌雷松

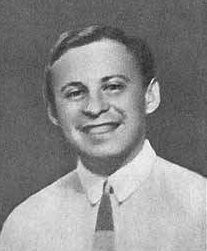
帕维尔·萨穆伊洛维奇·乌雷松

帕维尔·萨穆伊洛维奇·乌雷松（1898年2月3日—1924年8月17日），出生於敖德薩的俄罗斯数学家。他最著名的成就是他对维数论的贡献，并建立乌雷松度量化定理和乌雷松引理这两个拓扑学的基本结果。他的名字也用在门格尔—乌雷松维数作为纪念。
乌雷松从1915年到1921年在莫斯科大学就读，从1921年起在此校担任助理教授，直到1924年在法国布列塔尼鄰近濱海巴特的海滨游水溺毙。